# محافظة السليمانية

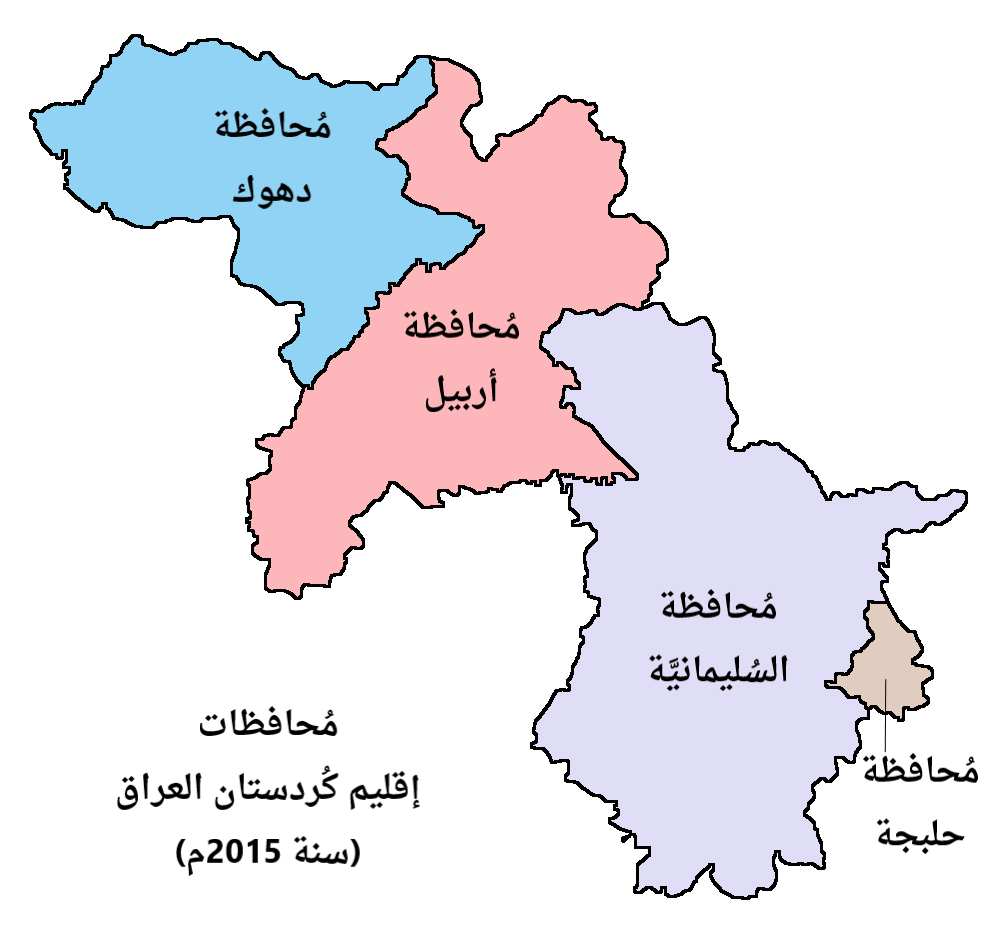

محافظة السليمانية (بالكردية: پارێزگای سلێمانی) تقع في شمال شرق العراق، وتعد رابع محافظة عراقية من حيث السكان ويبلغ عدد سكانها مليونين ونصف المليون [بحاجة لمصدر]، يحدها من الشرق، إيران، ومن الجنوب محافظة ديالى، ومن الغرب محافظة كركوك، ومن الشمال، إيران ومحافظة أربيل.
وهناك اختلاف على سبب التسمية فيعتقد البعض إنه تم العثور أثناء الحفر لبناء المدينة، على خاتم نُقش عليه اسم سليمان غير أن الباشا الباباني، بلغ سليمان باشا، والي بغداد آنذاك، بأن التسمية كانت نسبة إليه أي إلى السلطان العثماني بينما يعتقد البعض الآخر ان إبراهيم باشا بابان سمى المدينة نسبة إلى والده سليمان باشا.
تضم السليمانية عدة أقضية، من أهمها قضاء بينجوين الحدودي، والذي يعتبر منفذا إلى إيران، وقضاء جمجمال، وغيرها. وتوجد مصايف في المحافظة، منها مصايف أحمدآوا، وسرجنار، ودوكان، ومنطقة سرتك، وكونماسي، وجبل أزمر الشهير في المدينة. وغيرها. وفي المحافظة أيضا سدان كبيران بنيا في عقد الخمسينات من القرن الماضي، وهما سد دوكان وسد دربندخان، ولقد أشتهرت بالمسجد الكبير الذي يقع وسط المدينة (مركزها)، وفيه ضريح الشيخ محمود الحفيد، وضريح كاك أحمد الشيخ. وأشتهرت كذلك بسمتها الثقافية، حيث تضم جامعة من أكبر الجامعات بإقليم كردستان العراق وهي جامعة السليمانية وتعتبر السليمانية مصيف لما بها من مصايف كثيرة وبلد واعد للسياحة.
ومن أهم المشاهير في مجال الفن والثقافة هم پيره ميرد شيركو بيكه س ومحوي ونالي وأحمد سالار وأنور قرداغي وكريم كابان وعلي جولا وفواد مجيد مسري وبديعة دارتاش وقادرديلان وكه زال أحمد وغيرهم
قضاء بينجوين أحد أقضية محافظة السليمانية ويقع على بعد 96 كم من مدينة السليمانية، قرب الحدود الإيرانية. ويحتل بينجوين موقعاً استراتيجيا لكونه أحد المنافذ الحدودية المهمة بين إقليم كوردستان وإيران، كما يشتهر بتوفر كميات كبيرة من المعادن مثل الحديد وأحجار المرمر على جبالها فضلاً عن المواقع الأثرية التي تعود إلى آلاف السنين مثل (قلعة كجي) وغيرها.
يتمتع بينجوين بمناخ معتدل ومناظر خلابة وينابيع المياه الكثيرة، بحيث يمكن الاستفادة منها كأحد المواقع السياحية المهمة.
ويشتهر قضاء بنجوين بالزراعة ولا سيما الفواكهة، ورعي المواشي، لكثرة المراعي فيها. والكثير من الأقضية الأخرى مثل قضاء قره داغ وقلعة دزة وكلار ورانية وقره هنجير وباني مه قان وجمجمال وتانيال. تعرض في عام 1963 إلى الحرق إبان ثورة أيلول. وفي عام 1946 تعرض قضاء بنجوين إلى هزة أرضية قوية أدت إلى تدميره بالكامل. وتوجد في محافظة السليمانية الكثير من العشائر الكوردية أهمها عشائر الجاف والزنكنة والقرداغي والسنكاوي والطالباني والزند.. وتعد عشيرة الجاف من أكبر العشائر الكوردية في محافظة السليمانية ويمتد أهل الجاف من مدينة كلار جنوب المحافظة إلى مدينة سيد صادق... وتطورت هذه المدينة في العصر الحاضر وتعد من أهم مدن كوردستان العراق.

## السكان
مقالة رئيسية: سكان العراق 
يذكر إحصاء أجرته سلطات الانتداب البريطاني قبل أبريل/نيسان عام 1920م أن مجموع سكان لواء السليمانية (محافظة السليمانية حالياً) كان 155 ألف نسمة. وقد توزع السكان وفقاً للمجموعات الدينية التالية:

| الفئة          | مسلمين سنة  | مسلمين شيعة | يهود    | مسيح      | ديانات آخرى | المجموع      |
| -------------- | ----------- | ----------- | ------- | --------- | ----------- | ------------ |
| العدد          | 90,900 نسمة | 60,000 نسمة | لا يوجد | 5000 نسمة | غير محدد    | 155,000 نسمة |
| النسبة المئوية | 99.3%       | غير محدد    | 0.6%    | 0.1%      | غير محدد    | 100%         |
|                |             |             |         |           |             |              |

لكن حسب إحصائية تعداد السكان في عام 1996 اعتبرت بمرتبة ثالث أكبر محافظة في العراق ويتواجد فيها حوالي مليوني نسمة تقريبا. [بحاجة لمصدر]

## المناخ
نسبة مطر سنويا 900 ملم ودرجة الحرارة في شتاء (10)-(-7)وفي شهر كانون الثاني إلى اواخر شباط يشهد نزل من ثلج لكن في الصيف ترتفع درجة الحرارة حتى 39 درجة مؤية

## الجغرافية
تقع على ارتفاع 845 م من مستوى بحر طوق لمدينة بالجبال.
المصايف والأماكن السياحية الموسمية:
1. رشوان.
2. جناروك.
3. قشقولي.
4. زيوي.
5. كونه ماسي.
6. سرسير.
7. خيوته.
8. بليكان.
9. سبحان آغا.
10. سرجنار.
11. ازمر ودباشان وكويجه.
12. أحمد آوا.
13. عبابيلي.
14. جاوك.
15. دربنديخان.
16. دوكان.
17. طويله.
18. بياره.
19. خورمال.
20. كولان.
21. شيخ فرخ ورشوان.
22. بيتواته.
23. قرداغ.
24. جمي ريزان.

## من أهم المساجد التاريخية
تحتوي محافظة السليمانية على كثير من المساجد والأضرحة الأثرية التراثية القديمة ومنها:
- جامع السليمانية الكبير
- جامع مولانا خالد النقشبندي.
- جامع كفري الكبير.
- مرقد بيرشه وكيل.
- مسجد خانم (منطقة المفتي).
- جامع جوارتا الكبير.
- مسجد ناودي (بيارة).
- الجامع الكبير (طويلة).

## التقسيم الإداري

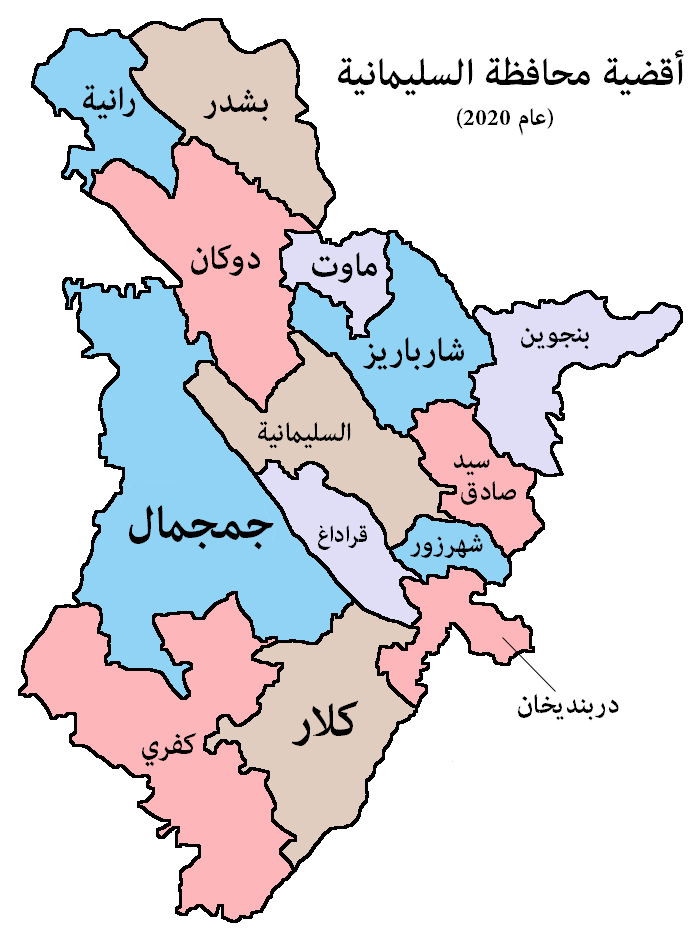
التقسيم الإداري لمحافظة السليمانية

تقسم السليمانية إدارياً إلى الأقضية والنواحي التالية:
- قضاء السليمانية
  - ناحية بكرجو
  - ناحية بازيان
  - ناحية تانجرو
- قضاء قره داغ
  - ناحية سيسيتان
- قضاء شهرزور
  - ناحية حلبجة الجديدة
  - ناحية وارماوا
- قضاء سيد صادق
  - ناحية سرجوك
- قضاء بنجوين
  - ناحية كرمك
  - ناحية نالباريز
- قضاء شاربازير
  - ناحية جوارتا
  - ناحية سيوتيل
  - ناحية سيتك
  - ناحية زلان
  - ناحية كابيلون
- قضاء ماوت
- قضاء بشدر
  - ناحية قلعة دزة
  - ناحية هلشو
  - ناحية ذاراو
  - ناحية ناوه دشت
  - ناحية عيسوي
- قضاء رانية
  - ناحية جوار قورنة
  - ناحية حاجي آوا
  - ناحية بيتواتة
  - ناحية سركبكان
- قضاء دوكان
  - ناحية سورداش
  - ناحية بيرة مكرون
  - ناحية خلكان
  - ناحية خدران
  - ناحية بنكرد
- قضاء دربندخان
  - ناحية باو خوشين
- قضاء كلار
  - ناحية كلار / رزكاري
  - ناحية بيباز
  - ناحية شيخ طويل
- قضاء كفري
  - ناحية آوة سبي
  - ناحية سرقلعة
  - ناحية نوجول
  - ناحية كوكس
- قضاء جمجمال
  - ناحية شورش
  - ناحية سنكاو
  - ناحية تكية
  - ناحية أغجلر
  - ناحية قادر كرم
  - ناحية تكية جباري